# 吴晶
吴晶（1965年11月—），女，浙江青田人，中华人民共和国政治人物，现任浙江省人大常委会副主任，中国国民党革命委员会中央委员会常务委员、浙江省委员会主任委员，中华全国归国华侨联合会副主席（兼），第十二、十三届全国政协委员。